# The Hot Chick
The Hot Chick är en amerikansk långfilm från 2002 i regi av Tom Brady, med Rob Schneider, Anna Faris, Matthew Lawrence och Eric Christian Olsen i rollerna.

## Handling
17-åriga Jessica Spencer (Rachel McAdams) är just så odräglig, som bara pluggets populäraste tjej kan vara. Hon är snygg, smart och dejtar killen alla vill ha. Men en morgon får hon sitt livs chock - en förbannelse har förvandlat henne till en sluskig 30-årig man (Rob Schneider)! Medan Jessica får en omtumlande inblick i grabbarnas värld, börjar en vild jakt mot tiden för att hitta ett sätt att häva förbannelsen. Jessica har nämligen bestämt sig för att vinna skolans cheerleadertävling och ta tillbaka sin snygge pojkvän. Något som lär bli svårt så länge hon är fångad i en medelålders manskropp.

## Om filmen
The Hot Chick regisserades av Tom Brady, som även skrivit filmens manus tillsammans med Rob Schneider.

## Rollista
| Rob Schneider        | – Jessica                |
| Anna Faris           | – April                  |
| Matthew Lawrence     | – Billy                  |
| Eric Christian Olsen | – Jake                   |
| Robert Davi          | – Stan                   |
| Melora Hardin        | – Carol                  |
| Alexandra Holden     | – Lulu                   |
| Rachel McAdams       | – Jessica                |
| Maritza Murray       | – Keecia                 |
| Fay Hauser           | – Mrs. Thomas            |
| Jodi Long            | – Korean Mother          |
| Tia Mowry-Hardrict   | – Venetia                |
| Tamera Mowry-Housley | – Sissy                  |
| Lee Garlington       | – Vice Principal Bernard |
| Angie Stone          | – Madame Mambuza         |
| Adam Sandler         | – Weed guy               |